# 장리 (바둑 기사)
장리(중국어: 张立, 병음: Zhang Li, 한자음: 장입, 1987년 10월 27일 ~ )는 중화인민공화국의 바둑 기사이다. 간쑤성 주취안시 출신으로 중국기원 소속의 6단이다.

## 경력
중국 간쑤성 주취안시의 위먼시에서 태어났다. 2000년 프로바둑에 입단했다. 2007년 전국바둑개인전에서 쿵제 등 최고수를 모두 꺽고 9전 전승으로 우승을 차지했다. 2009년 5단을 거쳐 2011년 6단으로 승단했다. 2014년 제2회 바이링배 통합 예선에서 왕시루와 장하오, 김동호를 차례로 누르고 본선 64강에 진출했지만 양딩신에게 패해 탈락했다.